# Bukovské Vrchy
Bukovské Vrchy is een gebergte in het noordoosten van Slowakije en heeft een oppervlakte van circa 690 km² en valt grotendeels onder het grondgebied van het op 1 oktober 1997 opgerichte Nationaal Park Poloniny. De oostgrens van Bukovské Vrchy wordt bepaald door de landgrens met Oekraïne en de noordgrens wordt bepaald door de landgrens met Polen, westwaarts tot aan het gebied waar de rivier Udava ontspringt. De noordgrens varieert qua hoogte tussen de 797 en 1.221 meter hoogte. De hoogste berg in de Bukovské Vrchy is de Kremenets met een hoogte van 1.221 meter. De Kremenets vormt bovendien het drielandenpunt tussen Slowakije, Polen en Oekraïne. De Bukovské Vrchy bestaat voor een groot deel uit onaangeraakte beuken- en beuken-zilversparverbonden. Drie gebieden binnen het gebergte zijn door UNESCO aangewezen als werelderfgoedgebied. Deze gebieden zijn niet door mensenhanden aangeraakt en zijn een goede weergave van hoe bossen er 1.000 jaar geleden uitzagen. De dominante soort is de beuk (Fagus sylvatica) die een hoogte van 40 meter en een leeftijd van 250 jaar kan bereiken. Beukenbestanden worden hier en daar aangevuld met soorten als gewone zilverspar (Abies alba) en gewone esdoorn (Acer pseudoplatanus).

## Werelderfgoed
Drie gebieden in Bukovské Vrchy vallen sinds 2007 onder de UNESCO-Werelderfgoedinschrijving «Oude en voorhistorische beukenbossen van de Karpaten en andere regio's van Europa».
- Oerbos Stužica
- Oerbos Rožok
- Oerbos Havešová

## Bergen in Bukovské Vrchy hoger dan 1.000 meter
- Kremenets (1.221 m)
- Kamenná lúka (1.201 m)
- Jarabá skala (1.199 m)
- Ďurkovec (1.188 m)
- Hrúbky (1.186 m)
- Pľaša (1.163 m)
- Čelo (1.159 m)
- Kruhliak (1.101 m)
- Stinská (1.093 m)
- Čierťaž (1.071 m)
- Kurników Beskid (1.037 m)
- Veľký Bukovec (1.012 m)
- Strop (1.011 m)
- Kalnica (1.004 m)
- Rypy (1.003 m)